# Polypodium sibiricum
Polypodium sibiricum là một loài dương xỉ trong họ Polypodiaceae. Loài này được Sipliv. mô tả khoa học đầu tiên năm 1974.